# Hořec tečkovaný

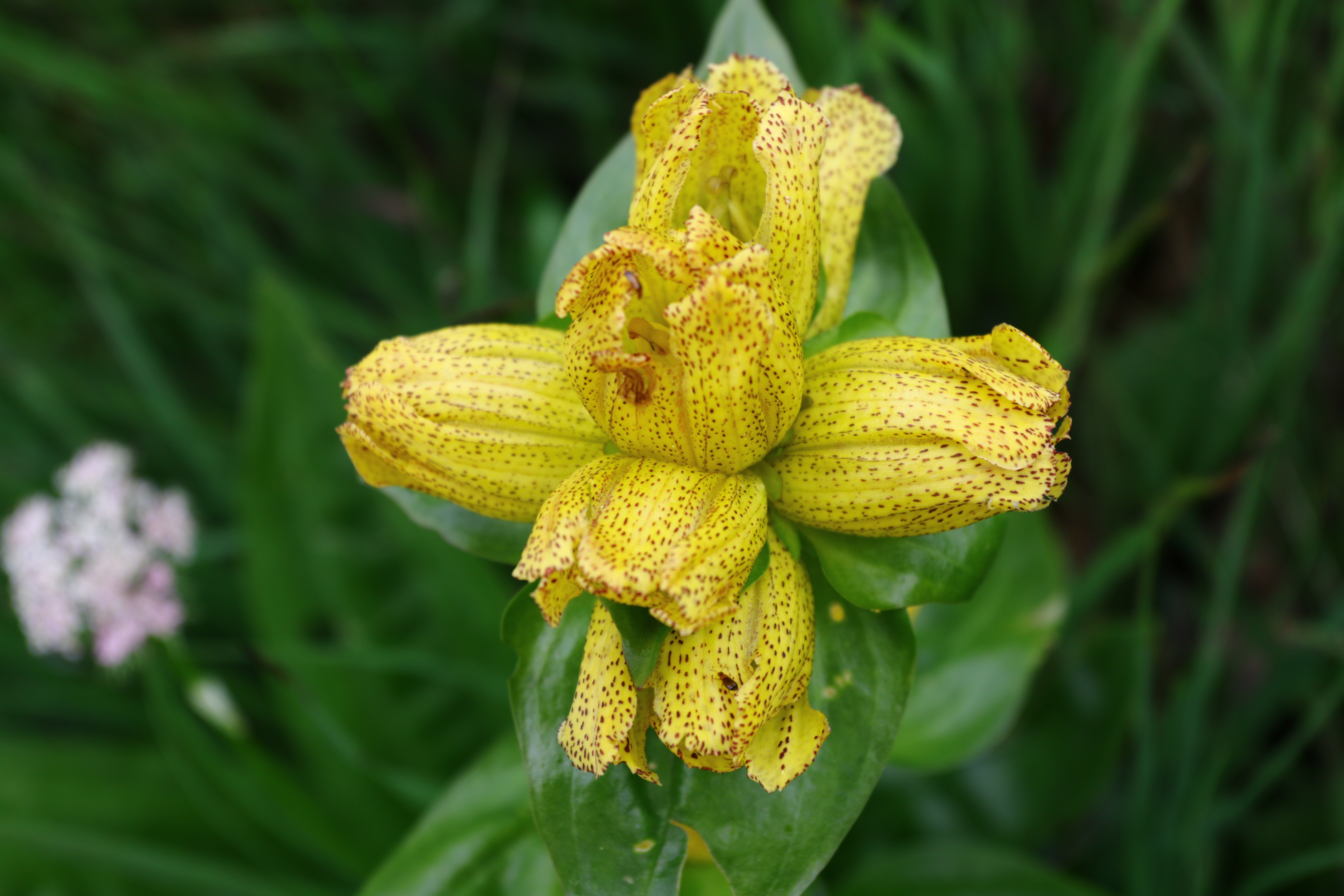
Květenství hořce tečkovaného

Hořec tečkovaný (Gentiana punctata) je vytrvalá, žlutě kvetoucí, horská bylina, jeden z osmi druhů rodu hořec vyskytujících se na území České republiky. V současnosti patří mezi nejvzácnější rostliny české přírody, je vážně ohrožený vyhynutím.

## Rozšíření
Je druhem rostoucím v horském až subalpínském stupni, obvykle se vyskytuje v nadmořské výšce od 1500 m do 2600 m. Jeho floristickou oblastí je Evropa, rozšířen je hlavně v Alpách, Karpatech a ojediněle i na Balkáně, těžiště výskytu je hlavně ve středních, jižních a východních Alpách. Jeho nesouvislý areál výskytu se rozkládá z Francie a Švýcarska přes Německo, Rakousko, Itálii, Slovensko, Polsko, Chorvatsko, Černou Horu a Srbsko až po Řecko, Bulharsko a západní Ukrajinu. Okrajově zasahuje izolovanou arelou i na Moravu, kde vzácně roste na travnatých stráních vrcholových partií Hrubého Jeseníku.

## Ekologie
Hemikryptofyt rostoucí nejčastěji v oreofytiku na horní hranici světlého lesa, nebo  pásu kosodřeviny na horských pastvinách a trávnicích s písčitou, kamenitou, hlinitou nebo jílovitou půdou, která je kyselá, dobře zásobená minerály a odvodněná. Dává přednost místům v polostínu, kde bývá bohatá a dlouho přetrvávající sněhová pokrývka.

## Popis
Vytrvalá bylina s přímou nebo vystoupavou, jednoduchou, dutou, slabě rýhovanou lodyhou vysokou 20 až 60 cm. Vyrůstá z válcovitého, vodorovně rostoucího, vícehlavého oddenku. Bazální listy v částečné růžici jsou menší a mají krátké řapíky, horní jsou větší a přisedlé, výrazně pětižilné čepele jsou široce vejčité a na konci špičaté.
Zlatožluté, válcovitě zvonkovité květy jsou přisedlé ve zdánlivých přeslenech v úžlabích horních lodyžních listů nebo ve svazečcích na vrcholu lodyhy. Zvonkovitý kalich je rozeklán do pěti i více cípů. Žlutá, fialově tečkovaná, 2 až 4 cm dlouhá trubkovitá koruna je zvonkovitá a má pět až osm krátkých, na koncích okrouhlých cípů. V květu je pět volných tyčinek s prašníky, svrchní semeník nesoucí čnělku se šedě fialovou, dvoulaločnou bliznou. Květy rozkvétají od července do počátku září, otevírají za plného slunce a za deště jsou uzavřené, opylovány jsou hmyzem přilétajícím za nektarem. Ploidie druhu je 2n = 40. Plod je elipsoidní tobolka se semeny asi 3 mm velkými, kterými se rostlina rozmnožuje.

## Význam
V minulosti byl hořec tečkovaný sbírán pro kořen, který obsahuje hořké glykosidy a používán pro léčbu nemocí trávicího traktu. Užíval se jeho odvar nebo tinktura a býval také oblíbenou součásti hořkých bylinných likérů. V současnosti je téměř ve všech státech chráněn a oficiálně se již nepoužívá.

## Ohrožení
Roste pouze ostrůvkovitě a v jednotlivých zemích se vyskytuje v nestejných množstvích. Přes klesající stavy je však globálně, podle IUCN, považován za málo dotčený druh (LC).
Asi nejvíce je ohrožen v České republice, kde roste jen na několika lokalitách, jeho nevelký výskyt je však poměrně stabilní. V prvé polovině 19. století býval početnější, ale vykopávání pro osobní potřebu, horská turistika, stavba cest a různých objektů způsobila u tohoto druhu s nízkou reprodukční schopnosti rapidní úbytek.
K zachování druhu pro budoucnost, pro zajištění jeho ochrany a péče, byl již v roce 1992 hořec tečkovaný "Vyhláškou MŽP ČR č. 395/1992 Sb. ve znění vyhl. č. 175/2006 Sb." vyhlášen za kriticky ohrožený druh (§1). Do stejné kategorie byl zařazen i v roce 2012 v novém "Červeném seznamu cévnatých rostlin České republiky"